# 方厚枢
方厚枢（1927年4月8日—2014年10月15日），男，安徽巢湖人，中国出版家。

## 生平
安徽芜湖内思中学初中肄业，1943年4月，进商务印书馆南京分馆。1980年，历任国家出版事业管理局研究室副主任、文化部出版局编刊处处长、中国出版科学研究所副所长。2014年去世。